# Tatjana Germanowna Wlassowa

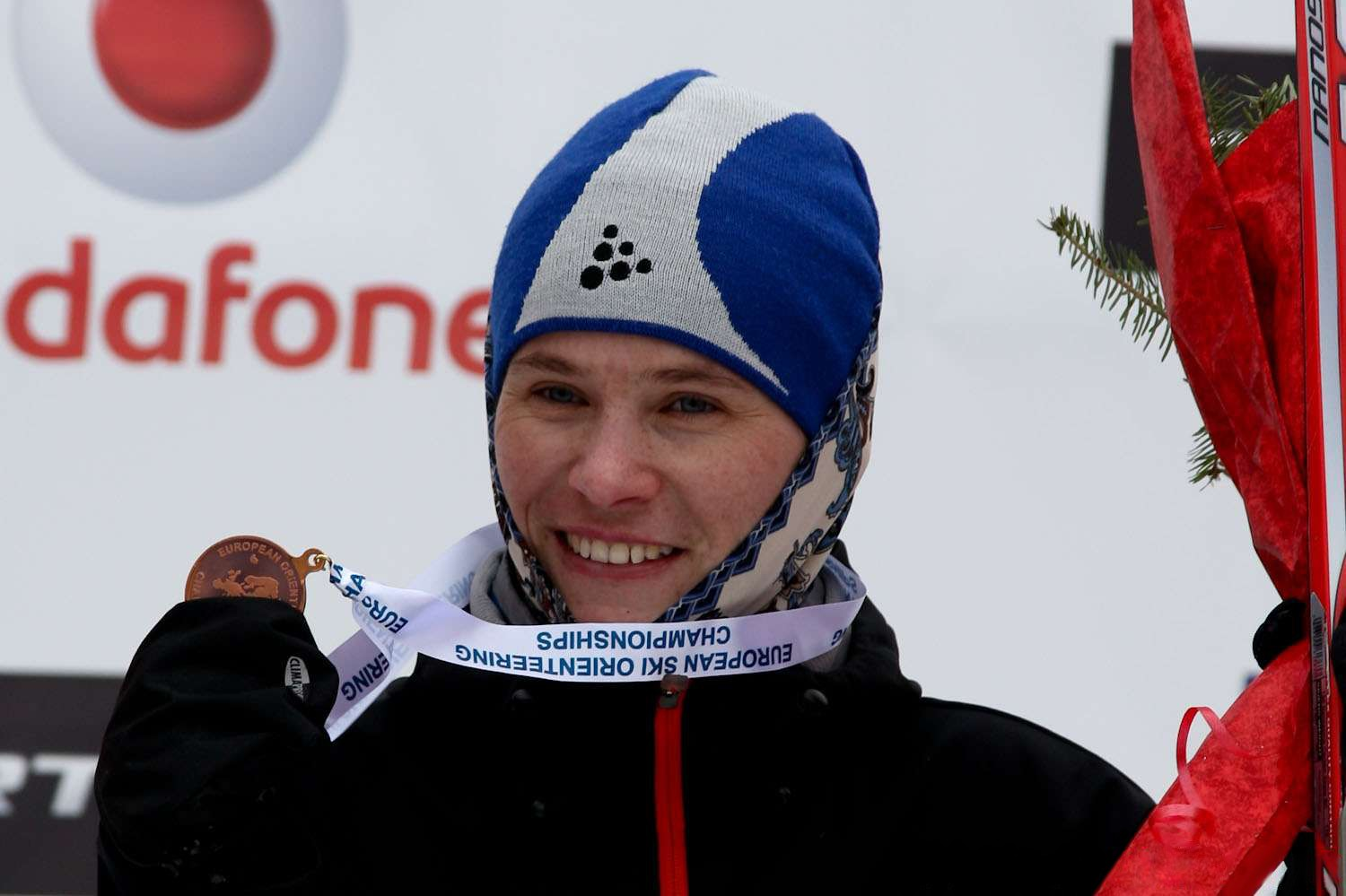
Tatjana Wlassowa, 2010

Tatjana Germanowna Wlassowa (russisch Татьяна Германовна Власова; geborene Naumowa (russisch Наумова); * 21. Mai 1977 in Gornosawodsk) ist eine russische Ski-Orientierungsläuferin.
Wlassowa gewann zwischen 2000 und 2011 bei all ihren Europa- und Weltmeisterschaftsteilnahmen stets mindestens einen Titel. Insgesamt gewann sie zehn Gold-, zwei Silber- und drei Bronzemedaillen bei Weltmeisterschaften sowie 13 Gold- und sechs Silbermedaillen sowie einmal Bronze bei Europameisterschaften. Bei den Weltmeisterschaften 2007 gewann sie alle drei Goldmedaillen in den Einzelentscheidungen sowie mit Olga Schewtschenko und Natalja Tomilowa Gold im Staffelwettbewerb.
Tatjana Wlassowa war Gesamtsiegerin des Weltcups 2008 und Zweite in den Jahren 2001, 2003 und 2006.

## Platzierungen
Weltmeisterschaften: (10 × Gold, 2 × Silber, 3 v Bronze)
- 1996: 6. Platz Kurz
- 1998: 7. Platz Kurz, 21. Platz Lang, 4. Platz Staffel
- 2000: 1. Platz Kurz, 8. Platz Lang, 3. Platz Staffel
- 2002: 3. Platz Sprint, 7. Platz Mittel, 5. Platz Lang, 1. Platz Staffel
- 2004: 1. Platz Sprint, 4. Platz Mittel, 4. Platz Lang, 2. Platz Staffel
- 2005: 6. Platz Sprint, 1. Platz Mittel, 1. Platz Lang, 4. Platz Staffel
- 2007: 1. Platz Sprint, 1. Platz Mittel, 1. Platz Lang, 1. Platz Staffel
- 2009: 3. Platz Sprint, 1. Platz Mittel, 6. Platz Lang, 2. Platz Staffel

Europameisterschaften: (13 × Gold, 6 × Silber, 1 × Bronze)
- 2001: 2. Platz Sprint, 1. Platz Lang, 1. Platz Staffel
- 2003: 3. Platz Sprint, 1. Platz Mittel, 2. Platz Lang, 1. Platz Staffel
- 2006: 1. Platz Sprint, 1. Platz Mittel, 2. Platz Lang, 1. Platz Staffel
- 2008: 1. Platz Sprint, 1. Platz Mittel, 1. Platz Lang, 2. Platz Staffel
- 2010: 1. Platz Sprint, 1. Platz Mittel, 3. Platz Lang, 2. Platz Staffel
- 2011: 1. Platz Sprint, 4. Platz Mittel, 2. Platz Lang